# Азархин, Родион Михайлович
Родио́н Миха́йлович Аза́рхин (также Эрик Азархин; 22 марта 1931 года, Харьков — 26 марта 2007 года, Москва) — советский музыкант, контрабасист, автор множества переложений для контрабаса.

## Биография
Родители заключили брак в 1929 году. Мать — певица Александра Соломоновна (Самойловна) Азархина (16 ноября 1911 — ?), уроженка Малой Михайловки Александровского уезда Екатеринославской губернии, — до войны была хористкой, в эвакуации работала в джаз-оркестре Генриха Варса, затем под сценическим именем «Александра Азарина» была солисткой концертного ансамбля Ленгосэстрады под управлением Ильи Жака. Отец, Михаил Ильич Азархин (1910—1938), председатель Дзержинского райсовета Осовиахима, затем ячейки Осовиахима Харьковского НИИ металлов, был репрессирован и расстрелян в 1938 году в Харькове. После осуждения мужа находилась под следствием как член семьи изменника Родины (1938); дети — Радик 7 лет и Виктория 1 год 3 месяца — были переданы под опеку бабушке Кларе Иосифовне Квартирмейстер. Мать была оправдана. 
В годы Великой Отечественной войны находился с матерью в эвакуации в Ташкенте. Из эвакуации переехал с матерью в Ленинград, где начал заниматься контрабасом с 1944 года в музыкальной школе-десятилетке при Ленинградской консерватории (классы С. Н. Буяновского и П. А. Вейнблата).
Позже продолжил своё обучение Ленинградской консерватории, которую окончил с отличием. Начиная с 1949 года стал выступать как солист. В 1970 году исполнил роль Музыканта (Контрабасиста) в составе Квинтета С. Р. Сапожникова в телебалете «Трапеция» на музыку С. С. Прокофьева. Оставил брошюру под названием «Контрабас» с описанием технических возможностей инструмента, начиная с моделей смычка, и заканчивая такими крупными проблемами, как идеально чистое звучание оркестра — «Почему этого нет в большинстве коллективов и как этого добиться».

## Дискография
- 1963 — Родион Азархин [7", Рижский и Ташкентский Завод]

01. Дифирамб (А.Александров)

02. Адажио (Д.Шостакович, переложение Р. Азархина)

03. Скерцино (В.Косенко, переложение С. Херсонского)
- 1967 — Родион Азархин [10", Апрелевский Завод]

01. Анданте из «Испанской симфонии», соч. 21 (Э. Лало)

02. Поэма, соч. 41 № 14 (З. Фибих)

03. Пробуждение (Г. Форэ)

04. Скерцо, соч. 6 (Ю. Кленгель, переложение Р. Азархина)

05. Соната для контрабаса соло, соч. 58 (Ю. Левитин)

06. Романс из муз. к к/ф «Овод» (Д. Шостакович, переложение Р. Азархина)

07. Юмореска, соч. 4 (С. Кусевицкий)
- 1971 — Родион Азархин [LP, Всесоюзная Студия Грамзаписи, СССР]

1975 — Incredible Virtuoso Performances On The Double Bass [LP, США]

1979 — Plays His Favorites [LP, Япония]

1990 — Plays His Favorites [LP, Республика Корея]

2005 — Art Of Rodion Azarkhin vol.2 [CD, Россия]

01. Чакона из партиты № 2 для скрипки соло, В. 1004 (И. С. Бах)

02. Лебедь (К. Сен-Санс)

03. Скерцо из музыки к комедии В. Шекспира «Сон в летнюю ночь» (Ф. Мендельсон)

04. Нет, только тот, кто знал, соч. 6 № 6 (П. Чайковский)

05. Каватина Фигаро из оперы «Севильский цирюльник» (Дж. Россини)

06. Элегия (Ж. Массне)

07. Тарантелла, соч. 9 № 2 (Р. Глиэр)

08. Романс, соч. 6 № 1 (С. Рахманинов)

09. Прелюдия, соч. 23 № 10 (С. Рахманинов)

10. Цыганские напевы, соч. 20 № 1 (П. Сарасате)
- 1975 — Инструментальные Миниатюры [LP, Всесоюзная Студия Грамзаписи, СССР]

1979 — Musik für Kontrabaß [LP, ГДР]

1980 — Plays His Favorites Vol. 2 [LP, Япония]

1981 — The Musical Instruments - Double Bass [LP, Нидерланды]

2004 — Art Of Rodion Azarkhin vol.1 [CD, Россия]

01. Ария (Г. Ф. Гендель)

02. Поэма, соч.41 № 4 (3. Фибих)

03. Andante из «Испанской симфонии», соч.21 (Э. Лало)

04. Пробуждение, соч.7 № 1 (Г. Форе)

05. Мелодия, соч.3 № 3 (С. Рахманинов)

06. Сентиментальный вальс, соч.15 № 6 (П. Чайковский)

07. Полет шмеля, из оперы «Сказка о царе Салтане» (Н. Римский-Корсаков)

08. Элегическая поэма, для контрабаса и ф-но (К. Калиненко)

09. Скерцино (В. Косенко)

10. Дифирамбическая канцона (Ан. Александров)

11. Adagio, из балета «Светлый ручей» (Д.Шостакович)

12. Романс из к/ф «Овод» (Д. Шостакович)

13. Грузинский танец, соч.1 № 2 (А. Айвазян)
- 1978 — Записи Из Концертного Зала [LP, Апрелевский Завод]

01. Этюд до диез минор, соч. 25 № 7 (Ф. Шопен — А. Глазунов)

02. Allegretto из сонаты для виолончели и ф-но, соч. 71 (Д. Кабалевский)

03. Дельфийские танцовщицы, прелюдия № 1 (К. Дебюсси)

04. Грустный вальс из музыки к драме А. Ярнефельта «Смерть», соч. 44 (Я. Сибелиус)

05. Интродукция и вариации на струне соль на тему из оперы Дж. Россини «Моисей» (Н. Паганини)

06. Ноктюрн до диез минор, соч. 27 № 1 (Ф. Шопен)

07. Сюита из оперы «Порги и Бесс» (Дж. Гершвин — Р. Азархин): Колыбельная, Плач Сирины, Песенка и танец Спортинг Лайфа, Две песни Порги

08. Интродукция и рондо каприччиозо, соч. 28 (К. Сен-Санс)
- 1985 — Родион Азархин [LP, Московский Опытный Завод «Грамзапись»]

01. Шесть прелюдий из соч. 87 (Д. Шостакович, переложение Р. Азархина, редакция автора)

02. Соната для контрабаса и ф-но (П. Хиндемит)

03. Тема с вариациями си минор (Б. Дварионас, переложение Р. Азархина)

04. Тема с вариациями для контрабаса соло ми минор «Памяти С. Кусевицкого» (Р. Азархин)

05. Сотворение мира, сюита из балета (А. Петров — Р. Азархин, переложение Р. Губайдуллина)